# Bandiera della Turchia

la coccarda

La bandiera turca è rossa con una luna ed una stella a cinque punte, entrambe bianche. In turco viene chiamata Ay Yıldız che significa luna e stella, "al bayrak" ("la bandiera rossa"), o "al sancak" ("lo stendardo rosso").
La bandiera ha un'origine complessa, in quanto il disegno è molto antico, e fu anche, con varie differenze, la bandiera dell'Impero ottomano.

## Caratteristiche

### Colori e simboli
Il rosso è un colore predominante nella storia della Turchia. La mezzaluna decrescente e la stella, oltre a essere simboli islamici, sono stati usati per lungo tempo in Asia Minore, anche prima dell'avvento dell'Islam.
| Lettera | Misure                                                                            | Lunghezza |
| ------- | --------------------------------------------------------------------------------- | --------- |
| G       | Lunghezza                                                                         | 1         |
| A       | Distanza tra la parte esterna della mezzaluna e la cucitura della banda bianca    | 1/2 G     |
| B       | Diametro del cerchio esterno della mezzaluna                                      | 1/3 G     |
| C       | Distanza tra i centri dei cerchi esterno e interno della mezzaluna                | 1/16 G    |
| D       | Diametro del cerchio interno della mezzaluna                                      | 0.4 G     |
| E       | Distanza tra il cerchio interno della mezzaluna ed il cerchio intorno alla stella | 1/3 G     |
| F       | Diametro del cerchio intorno alla stella                                          | 1/4 G     |
| L       | Larghezza                                                                         | 1 ½ G     |
| M       | Lunghezza della banda cucita                                                      | 1/30 G    |

Quelle sopra sono le dimensioni ufficiali fornite dalla legge turca sulla bandiera, secondo anche Flags of the World. Il numero 1/3 sembrerebbe comunque inaccurato; altre immagini mostrano infatti spesso che l'effettiva distanza E sia 0.34875 G.

## Storia e leggende
La bandiera in origine aveva solamente uno spicchio di luna su sfondo verde, ma questo venne cambiato nel 1793 quando il sultano Selim III, sultano dell'Impero ottomano, cambiò lo sfondo in rosso. La bandiera venne adottata inizialmente per la marina, con l'introduzione di una stella a 8 punte. Nel 1844 venne introdotta l'attuale stella a 5 punte.
Nella sua versione ufficiale, la bandiera è stata adottata dalla moderna Repubblica di Turchia il 29 maggio 1936.
Secondo la leggenda la seguente descrizione viene data per la bandiera: «Un riflesso della luna che occulta una stella, apparve nelle pozze di sangue dei cristiani sconfitti dopo la battaglia di Kosovo nel 1448» (la battaglia durante la quale gli Ottomani sconfissero le forze cristiane e stabilirono l'Impero ottomano nell'Europa orientale fino alla fine del XIX secolo).
Secondo un'altra leggenda si fa riferimento a un sogno fatto dal primo imperatore ottomano, nel quale la mezzaluna e la stella apparirono dal suo petto e si espansero, presagendo l'assedio di Costantinopoli da parte della sua dinastia. Altre leggende sostengono che la mezzaluna e la stella furono viste la notte della caduta di Costantinopoli nelle mani di Mehmet II nel 1453, con la stella a simboleggiare Allah e la mezzaluna Maometto.
La luna crescente e la stella sarebbero altresì simboli preislamici. Secondo la leggenda l'antica Bisanzio era sotto la protezione della dea greca Artemide, il cui simbolo era uno spicchio di luna. Sembra poi che l'imperatore Costantino nel 330, dedicando la città a Maria Vergine, potrebbe aver aggiunto una stella, simbolo mariano, al preesistente spicchio di luna. Conquistata la città nel 1453, gli Ottomani ne avrebbero mantenuto e adottato l'emblema.
Secondo molti nazionalisti turchi invece, la mezzaluna e stella non rappresenterebbero la moderna tradizione islamica o qualsiasi altro fattore che possa aver influenzato la Turchia in tempi recenti, bensì un simbolo tradizionale turco, utilizzato anticamente sin dai tempi dei Göktürk.

## Utilizzo
Oltre che nella Repubblica di Turchia, di cui costituisce il vessillo nazionale, e dove viene esibita nelle scuole e in tutte le manifestazioni ufficiali, l'utilizzo della bandiera turca è legalmente accettato in altri stati. A Cipro, una norma della costituzione ne consente l'esposizione ufficiale, a fianco a quella cipriota, ed ogni cittadino è autorizzato ad esibire la bandiera turca e quella greca a fianco a quella della repubblica nella sua abitazione privata o nel suo negozio.
La bandiera turca ha ispirato quella di Repubblica Turca di Cipro del Nord, in cui è comune vedere i due vessilli affiancati.